# Brun de Cúailnge

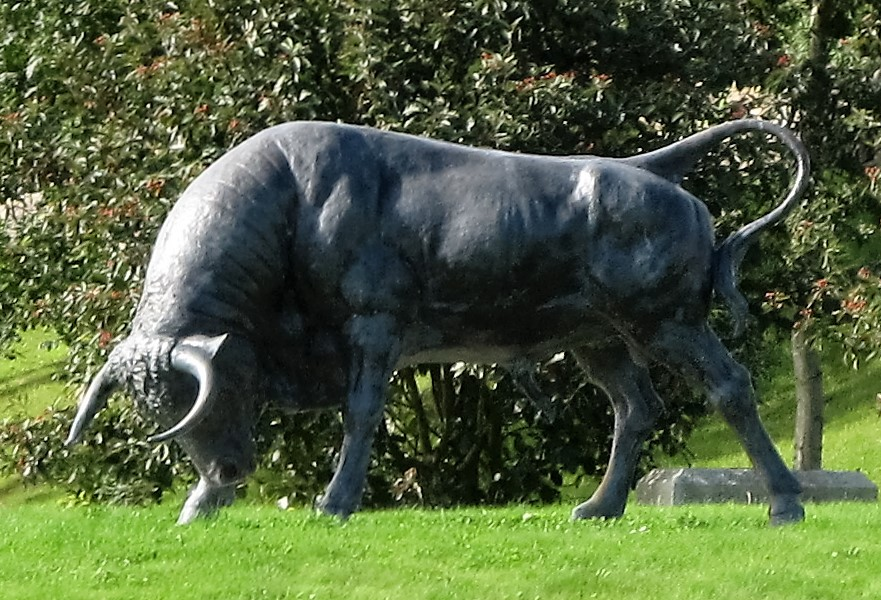
statue de Donn Cuailnge

Le Brun de Cúailnge (« Donn Cúailnge »), dans la mythologie celtique irlandaise, est un taureau fabuleux, qui est l’enjeu d’une razzia mythique, sujet du récit Táin Bó Cúailnge du Cycle d'Ulster.
La reine Medb et son époux le roi Ailill règnent conjointement sur le royaume de Connaught. Lors d’une conversation dans leur résidence de Crúachan, ils en viennent à parler de leurs biens respectifs. La reine prétend être la plus riche, ce que conteste le roi. Une inspection minutieuse de leurs trésors, démontrent que leurs patrimoines sont équivalents, à l’exception d’un veau (« Findbennach », le « Blanc Cornu ») qu’Ailill possède en plus. Medb demande alors à Mac Roth où elle peut se procurer un tel animal. Il lui répond qu’en Ulster, un animal superbe à l’intelligence humaine appartient à Dáre, fils de Fiachna. Mac Roth est dépêché dans le royaume de Conchobar pour acquérir la bête, mais son propriétaire finit par refuser la proposition. Medb convoque les principaux rois d’Irlande et leurs armées et décide d’envahir l’Ulster, après avoir consulté ses druides.
C’est Morrigan qui, sous l’apparence d’un oiseau, vient l’avertir du sort que lui réservent les hommes d’Irlande.
Le Brun de Cúailnge a pour habitude de s'accoupler avec 50 vaches chaque jour, elles mettent bas le lendemain ou bien elles éclatent. Chaque soir, 50 enfants viennent jouer sur son dos. 100 guerriers peuvent se réchauffer en se blottissant dans son ombre. Son meuglement est si puissant qu'il est entendu dans tout le canton de Cooley.
Pendant l’ultime bataille dont l’issue va être la défaite de la coalition des royaumes d’Irlande, battus par les Ulates, le Brun de Cúailnge arrive dans le Connaught. Il doit affronter le « Blanc Cornu » qu’il tue après un terrible combat. Blessé, le taureau retourne mourir à Cooley.

## Sources
- La Razzia des vaches de Cooley, récit celtique irlandais traduit de l'irlandais, présenté et annoté par Christian-J. Guyonvarc'h, Gallimard, « coll. L'Aube des Peuples », Paris, 1994,  (ISBN 2-07-073898-1)
- La Rafle des vaches de Cooley, récit celtique irlandais traduit de l'irlandais, présenté et annoté par Alain Deniel, L’Harmattan, Paris, 1997,  (ISBN 2-7384-5250-7)

## Note
1. ↑  Cúailnge anglicisé en « Cooley ».
2. ↑  Habitants de l’Ulster.